# Bucht von Mali Ston
Koordinaten: 42° 59′ 30″ N, 17° 25′ 0″ O
Die Bucht von Mali Ston (kroatisch Malostonski zaljev oder Kanal Malog Stona) befindet sich zwischen dem Festland und der Halbinsel Pelješac und reicht etwa vom Ende des Neretva-Deltas bis Mali Ston. Die Bucht ist 28 km lang und maximal 6,1 km breit. Die größte Tiefe beträgt 29 m, aber 80 % der Bucht haben eine Tiefe von ca. 20 m.

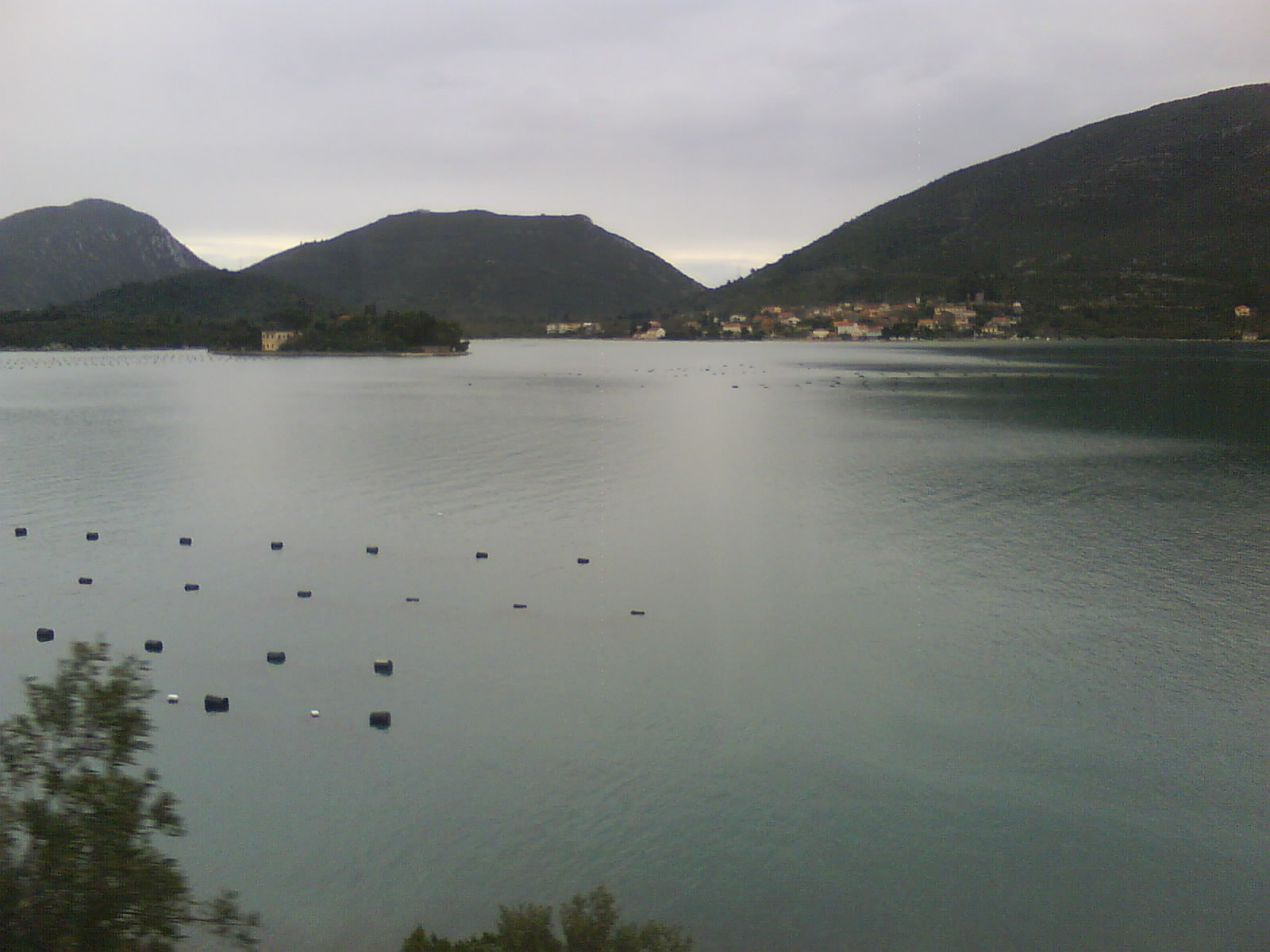
Muschelzuchten in der Bucht.

1983 wurde die Bucht zu einem Natursonderreservat erklärt. Aufgrund des sauberen Wassers hat man hier die größten Austernzuchtplätze in der Adria angelegt.
Im Nordwesten kann die Bucht durch die Fährverbindung Trpanj – Ploce überquert werden. Die am 26. Juli 2022 eröffnete Pelješac-Brücke schafft zudem eine direkte Straßenverbindung zwischen dem südlichen Dalmatien mit Dubrovnik und dem übrigen kroatischen Staatsgebiet, das durch einen kurzen Küstenabschnitt von Bosnien und Herzegowina bei Neum unterbrochen ist.

## Geschichte und Kultur
Die Bucht von Mali Ston in Kroatien ist eine Region mit einer reichen Geschichte und Kultur. Archäologische Funde legen nahe, dass die Bucht bereits in der Steinzeit besiedelt war, und die Region hat im Laufe der Jahrhunderte eine bedeutende Rolle als militärischer und kommerzieller Hafen gespielt. Ein besonderes Highlight der Region ist die Stadt Ston, die für ihre gut erhaltenen Stadtmauern bekannt ist, die Teil einer Verteidigungsanlage waren. Die Stadt ist auch bekannt für ihre alten Salzpfannen, die noch heute in Betrieb sind, sowie für die gotische Kirche des Heiligen Nikolaus, die als eines der schönsten Beispiele gotischer Architektur in Kroatien gilt. Die Menschen in der Bucht pflegen ihre Traditionen und haben eine reiche Kultur, die sich in ihren Bräuchen, Liedern und Tänzen zeigt. Die Region ist auch bekannt für ihre Weinproduktion und ihre lokale Küche, die typische Gerichte wie Fischsuppe, Muscheln und Olivenöl-basierte Gerichte beinhaltet. Insgesamt bietet die Bucht von Mali Ston ein reiches Erbe an Geschichte und Kultur, das für Besucher ein einzigartiges Erlebnis bietet.